# Moulin de la Herpinière
Le moulin de la Herpinière est un moulin situé en France sur la commune de Turquant, dans le département de Maine-et-Loire en région Pays de la Loire.
Celui-ci fait l'objet d'une inscription au titre des monuments historiques depuis le 7 mai 1982.

## Localisation
Le moulin est situé dans le département français de Maine-et-Loire, sur la commune de Turquant.

## Historique
L'édifice est inscrit au titre des monuments historiques en 1982.